# Carl Paul Caspari
Carl Paul Caspari (født 8. februar 1814 i Dessau, død 11. april 1892 i Kristiania) var en tyskfødt teolog og orientalist, far til Theodor Caspari, oldefar til Søren Krarup.

## Liv og virke
Den første undervisning fik Caspari, der var født af jødiske forældre, i hjembyens jødiske barneskole, hvor han navnlig lærte hebraisk. I 1834 kom han som student til Leipzig, hvor han studerede orientalske sprog under Fleischer. I 1838 lod han sig døbe, under påvirkning blandt andet af sin studiefælle Franz Delitzsch. I 2 år studerede han nu i Berlin under den meget ortodokse Hengstenberg, hvis opfattelse af det Gamle Testamente blev bestemmende for ham. I 1842 blev han Dr.phil., i 1844 lic.theol. hon. c. ved Königsberg Universitet; en kaldelse som extraordinær professor til dette universitet afslog han 1845, da han som streng lutheraner ikke anerkendte den preussiske unerede kirke.
I 1847 konstitueredes han som lektor i teologi ved universitetet i Kristiania, en stilling, han havde søgt efter Gisle Johnsons opfordring. Han blev professor i 1857 og blev trods flere kaldelser til Tyskland i Norge til sin Død. I 1860 blev han Dr.theol. hon. c. i Erlangen.

## Grammatica Arabica
Casparis første arbejde var udgivelsen af en arabisk tekst i 1838, og han skrev en større Grammatica Arabica 1844-48, der senere kom på tysk (1859, 1866, 1876 ved Aug. Müller), fransk og engelsk og navnlig i den engelske bearbejdelse ved Wright blev et hovedværk.

## Studier om Gamle Testamente
Hans universitetsvirksomhed bestod mest i behandling af Gamle Testamente. I 1842 udgav han en kommentar til Obadias' Bog og skrev endvidere "Beiträge zur Einleitung in das Buch Jesaja" (1848), "Über den syrisch-ephraimitischen Krieg unter Jotham und Ahaz" (1849), "Über Micha den Morashtiten" (1852). Han begyndte en fortolkning af Esajas' Bog 1-12, hvoraf kun halvdelen udkom (1867), og skrev "Zur Einführung in das Buch Daniel" (1869). Ved siden heraf skrev han populære skrifter på dansk-norsk, således om "Abrahams Prøvelse og Jakobs Kamp med Gud", "Populære Foredrag over Bogen Daniel", "Bibelske Afhandlinger" (1884).
Hans standpunkt var stærkt apologetisk i Hengstenbergs ånd med afvisning af al kritik.

## Studier om troen
I 1857 oprettede han med Gisle Johnson og Tønder Nissen Theologisk Tidsskrift for den evangelsk-lutherske Kirke i Norge. Her offentliggjorde han blandt andet en del af de undersøgelser af dåbssymbolet, som han foretog på foranledning af Grundtvig’s optræden, og som optog resten af hans levetid. Hans hovedværker om dette emne var "Ungedruckte, unbeachtete und wenig beachtete Quellen zur Geschichte des Taufsymbols und der Glaubensregel", I-III (1866-75), "Alte und neue Quellen zur Geschichte des Taufsymbols und der Glaubensregel" (1879) og "Historiske Oplysninger om Trosspørgsmaalenes Ordlyd ved Daaben" (1879). Hertil sluttede sig "Nadverens Indstiftelsesords gudstjenstlige Historie fra 5. Aarh. af indtil vore Dage" (1868). Det var for ham ikke blot en historisk undersøgelse, men tillige en kamp om den sande Lutherdom. I 1872 skrev han om Den augsburgske bekendelse og Luthers lille Katekismus’ stilling til den hellige skrifter, og sammen med Gisle Johnson oversatte han "Konkordiebogen eller den evangelsk-lutherske Kirkes Bekendelsesskrifter" (1861-66) og "Den norsk-lutherske Kirkes Bekendelsesskrifter".
Under sine symbolstudier kom han ind på studier af den kirkelige latinske litteratur fra overgangen mellem oldtid og middelalder. Deraf fremgik "Martin von Bracharas Schrift de correctione rusticorum" (1883), "Kirchenhistorische Anecdota" I (1883), "Homilia de sacrilegiis" (1886), "Briefe, Abhandlungen und Predigten aus den zwei letzten Jahrhunderten des Kirchlichen Alterthums und dem Anfang des Mittelalters" (1890). Under sine håndskriftstudier fandt han i St. Gallen en latinsk oversættelse af Jobs Bog fra tiden før Hieronymus (udgivet 1893).
I 1894 udgaves hans efterladte værk "Der Glaube an die Trinität Gottes in der Kirche des ersten christlichen Jahrhunderts".

## Ny norsk bibeloversættelse
I en lang årrække arbejdede han med på en revision af den norske bibeloversættelse, der udkom 1891.